# 萨伊弗利博库尔
萨伊弗利博库尔（法語：Sailly-Flibeaucourt）是法国皮卡第大区索姆省的一个市镇，属于阿布维尔区努维永县。该市镇2009年时的人口为1,037人。

## 人口
萨伊弗利博库尔人口变化图示
| 数据来源：INSEE |